# Municipio de York (condado de Morgan)
El municipio de York (en inglés: York Township) es un municipio ubicado en el condado de Morgan en el estado estadounidense de Ohio. En el año 2010 tenía una población de 933 habitantes y una densidad poblacional de 14,68 personas por km².

## Geografía
El municipio de York se encuentra ubicado en las coordenadas 39°44′4″N 81°58′59″O / 39.73444, -81.98306. Según la Oficina del Censo de los Estados Unidos, el municipio tiene una superficie total de 63.57 km², de la cual 63,38 km² corresponden a tierra firme y (0,3 %) 0,19 km² es agua.

## Demografía
Según el censo de 2010, había 933 personas residiendo en el municipio de York. La densidad de población era de 14,68 hab./km². De los 933 habitantes, el municipio de York estaba compuesto por el 98,61 % blancos, el 0,32 % eran afroamericanos, el 0,11 % eran amerindios y el 0,96 % eran de una mezcla de razas. Del total de la población el 0,32 % eran hispanos o latinos de cualquier raza.